# Инициативная группа защиты прав инвалидов
Инициативная группа защиты прав инвалидов (ИГЗПИ) — группа советских диссидентов-правозащитников. Была основана в 1978 году при Московской группе содействия выполнению Хельсинкских соглашений (МХГ). 

## Предыстория создания
Тема положения людей с инвалидностью в СССР актуализировалась после окончания Второй мировой войны. К этому времени в стране существовало только два специализированных объединения, занимавшихся поддержкой инвалидов: Всесоюзное общество глухих (ВОГ) и Всесоюзное общество слепых (ВОС). Ответственность за людей со всеми остальными видами инвалидности была распределена между несколькими министерствами, среди которых — Министерство здравоохранения, Министерство труда, Министерство социального обеспечения РСФСР.
Политика СССР в этой сфере была амбивалентной. С одной стороны, в массовой культуре распространялись образы «инвалидов-героев»: писателя Николая Островского и лётчика Алексея Маресьева. С другой, государство не обеспечивало многих условий, необходимых для полноценного включения людей с инвалидностью в общество. Советская городская архитектура с характерной для неё монументальностью не была адаптирована для маломобильных граждан, качество советских мотоколясок было очень низким (а бензин для них — слишком дорогим относительно назначаемой по инвалидности пенсии), система пенсионных выплат долгие годы не распространялась на людей без трудового стажа, а психиатрия нередко применялась в карательных целях. Более того, в воспоминаниях некоторых диссидентов и жителей Севера России упоминаются специальные лагеря для инвалидов, куда массово ссылались нетрудоспособные граждане и где они, как правило, скоропостижно умирали от принуждения к труду и отсутствия должного ухода. Тем не менее, эти свидетельства пока не нашли подкрепления в авторитетных источниках и являются предметом спора историков.
Необходимым шагом на пути решения своих проблем многие инвалиды видели создание Всесоюзного общества инвалидов труда, детства, случая и общего заболевания. Первые из известных попыток были предприняты ещё в конце 60-х годов (сначала Геннадием Гуськовым в Воронеже, затем Ириной Виноградовой в Иванове), но все они были пресечены советской властью.
Самой успешной попыткой создания такого объединения стала Инициативная группа защиты прав инвалидов. Она была основана в мае 1978 года. В её состав вошли Юрий Киселёв, Валерий Фефёлов и Файзулла Хусаинов.

## Члены ИГЗПИ

### Юрий Киселёв(1932-1995)
Родился в Москве, стал инвалидом в 16 лет, попав под трамвай. 
Отучился в Строгановском училище на художника-декоратора.
На правозащитной сцене СССР Киселёв появился ещё в 50-х годах. Он был организатором демонстрации инвалидов войны на мотоколясках, прошедшей в 1955 году на Старой площади перед зданием ЦК КПСС. На ней люди с инвалидностью впервые публично озвучили советскому правительству свои экономические требования, а пятеро демонстрантов были допущены внутрь здания для подачи петиции. 
Затем, в начале 1970-х, он вступил в Инициативную группу по защите прав человека в СССР — первую советскую открыто действующую гражданскую организацию. Во время работы в ИГЗПЧ, а затем в ИГЗПИ он активно сотрудничал с западными СМИ: Голосом Америки и Радио «Свобода».
Гражданская активность Киселёва ожидаемо привлекла к нему внимание советских властей. Уже с 70-х годов он начал подвергаться репрессиям, а в 1981 году неизвестные сожгли его недостроенный дом в Коктебеле (Крым). Киселёв сам обустраивал этот дом и вносил в его архитектуру необходимые для передвижения на коляске изменения.

### Валерий Фефёлов(1949-2008)
Родился в Юрьеве-Польском Владимирской области. Работал электриком. Стал инвалидом в 17 лет, по вине администрации предприятия упав с опоры ЛЭП. 
Участвовал в работе ИГЗПИ вместе со своей женой Ольгой Зайцевой.
В мае 1982 года против Фефёлова было возбуждено уголовное дело по статье «Сопротивление властям», к нему на квартиру не раз приходили сотрудников КГБ с предложением выехать из СССР и с угрозами в противном случае предать Фефёлова суду. В октябре того же года он вместе с женой эмигрировал во Франкфурт-на-Майне, где прожил всю оставшуюся жизнь, продолжая заниматься защитой прав людей с инвалидностью.  

### Файзулла Хусаинов(род. 1941)
Родился в городе Чистополь Татарской АССР. В 1969 году получил травму позвоночника, работая на часовом заводе. К правозащитной деятельности примкнул после нескольких неудачных попыток получить разрешение городской администрации переехать с третьего этажа своего дома на первый. Чтобы решить эту проблему, несколько раз при помощи общественного транспорта добирался в Москву. Эти поездки он в подробностях описал в своих письмах Фефёлову и Киселёву.  
По словам Елены Санниковой, из-за расстояния, разделявшего Хусаинова и остальных членов группы, в составлении многих документов он участвовал лишь номинально. 

### Елена Санникова(род. 1959)
Родилась в Москве. Начала свою правозащитную деятельность с работы вместе с ИГЗПИ: редактировала бюллетени и проводила анкетирование инвалидов на территориях Российской и Украинской ССР. В 1984 году за антисоветскую агитацию была приговорена к одному году тюрьмы и четырём годам ссылки. Вернулась в Москву в декабре 1987 года, после чего продолжила писать статьи и заниматься правозащитной деятельностью.
Сотрудница архива Мемориала.

## Деятельность группы
О своём создании ИГЗПИ объявила 25 октября 1978 года на пресс-конференции для иностранных корреспондентов. 
ИГЗПИ выделяла четыре основных направления своей работы:
1. Сбор и распространение информации о положении инвалидов в СССР;
2. Выступление с ходатайствами перед компонентными органами СССР об улучшении социального обеспечения инвалидов;
3. В случае отказа в удовлетворении этих ходатайств — обращение за помощью к международной общественности;
4. Налаживание контактов с международными организациями по делам инвалидов.

Информация о повседневной жизни людей с инвалидностью поступала к членам ИГЗПИ со всего Союза — участники группы по почте рассылали анкеты-опросники и просили вернуть их заполненными максимально подробно. Нередко сами инвалиды инициировали контакт с группой, писали участникам письма, рассказывали о своей судьбе и просили о помощи. С каждым годом таких писем становилось всё больше.
На основе собранных данных ИГЗПИ издавала бюллетень с эпиграфом «В СССР инвалидов нет!». Происхождение этого название описал Валерий Фефёлов:
Вот небольшое объяснение: как известно, в 1980 г. в Москве проходили Олимпийские игры. На вопрос учредителя Международного Комитета по проведению Олимпийских игр для инвалидов советскому правительству о возможности проведения таких игр в Москве, последовал ответ: «Московские стадионы не приспособлены для инвалидов». Этому удивляться не стоит, потому что в СССР вообще ничего не приспособлено для инвалидов. А на вопрос устроителей спортивных игр в Сток-Мандевиле (Англия) смогут ли советские инвалиды принять участие в этих играх, советское правительство однажды ответило: «В СССР инвалидов нет». Впрочем, такой ответ был не единственный, его получили также организаторы Олимпийских игр для инвалидов в Торонто в 1976 году. Более полное объяснение отношения советских властей к инвалидному спорту выразил уже не раз упомянутый нами полковник УКГБ г. Владимира Шибаев:

    «Да вы представьте себе — инвалиды и спорт?! Устраивать гонки инвалидов на колясках или заставлять их бросать мячи — это негуманно по отношению к инвалидам и к зрителям…»— Валерий Фефёлов, «В СССР инвалидов нет!»
За пять лет работы вышло 13 номеров бюллетеня, 14-й был подготовлен, но все материалы были изъяты сотрудниками КГБ у Елены Санниковой при обыске. 
В бюллетенях нередко появлялись новости из жизни диссидентского движения. В 1980 году в нескольких выпусках появились сообщения о ссылке академика Андрея Сахарова и его жены Елены Боннэр в Горький. 
В 1982 году ИГЗПИ включается в ещё более широкий правозащитный контекст — под документами Инициативной группы начинают появляться подписи созданной в этом году пацифистской Группы за установление доверия между СССР и США. Сотрудничество Юрия Киселёва и «Группы доверия» продолжилось и после фактического роспуска ИГЗПИ, а к 1985 году он стал считаться её полноправным членом. 
В 1983 году члены ИГЗПИ были вынуждены прекратить совместную работу в связи с эмиграцией Валерия Фефёлова и усилившимся давлением на Елену Санникову и Юрия Киселёва.

## Наследие и влияние
Несмотря на свою относительно недолгую историю, Инициативной группе удалось достичь заметных успехов в каждой из поставленных задач. Собранная участниками группы информация (большая часть которой хранится в не описанных до конца архивах Мемориала) до сих пор представляет собой уникальные свидетельства о проблеме инвалидности в СССР. 
В 1986 году в Лондоне вышла книга Валерия Фефёлова «В СССР инвалидов нет!». Она до сих пор является наиболее полным (из опубликованных) источником, обобщающим многолетние наработки ИГЗПИ. Книга посвящена Юрию Киселёву. 
Замысел написать исследование об инвалидах в СССР и о положении их в обществе был у меня давно. Еще находясь в Советском Союзе, я пытался вести дневник моих наблюдении и впечатлений об их жизни, чтобы в дальнейшем его использовать для более объемного повествования. Но постоянные обыски в моей квартире сотрудниками КГБ, во время которых изымались все материалы, имеющие хоть малейшее упоминание об инвалидах в СССР, вынудили меня от ведения дневника отказаться. Поэтому уже сейчас некоторые впечатления изгладились в памяти, многие фамилии и даты забылись. Здесь, на Западе, встречаясь с представителями организаций по делам инвалидов и их реабилитации, я понял, насколько важно рассказать им о судьбе инвалидов в Советском Союзе. Да и не только здесь, на Западе, даже в Советском Союзе люди почти ничего не знают об этом. Важно это и потому, что речь в данном случае идет не о сотнях или даже тысячах людей, а о миллионах людей, бесправных и униженных той системой, в которой они родились, выросли и существуют.

Я не претендую на полноту своего исследования и надеюсь, что меня дополнят более талантливые наблюдатели и социологи, кому в той или иной степени известна структура советского общества.«В СССР инвалидов нет!», Предисловие.

## Интересные факты
- Александр Есенин-Вольпин, организовавший 5 декабря 1965 года первую политическую демонстрацию в послевоенном СССР, приехал на неё на инвалидной мотоколяске Юрия Киселёва[17][18]  .
- В 1980 году в Лондонской школе экономики и политических наук была написана магистерская диссертация, посвященная ИГЗПИ[15][19].
- Известный диссидент Анатолий Марченко в 1986 году после 117 дней голодовки скончался в больнице Чистопольского часового завода, во время работы на котором в 1969 году травму позвоночника получил Файзулла Хусаинов.
- Всероссийское общество инвалидов (организация, создание которой было одной из изначальных целей членов ИГЗПИ) было учреждено 17 августа 1988 года — всего через пять лет после прекращения деятельности Инициативной группы.
- В 2004 году в Москве на доме по адресу Лучников переулок, 4, где около пяти лет работал Киселёв, была установлена памятна доска с его портретом (скульптор — Даниэль Митлянский)[20][21].
- С 2001 по 2013 год московское отделение Ассоциации защиты инвалидов носило название «Лига помощи инвалидам им. Ю.И. Киселёва»[22].